# Žëltyj Jar (Oblast' autonoma ebraica)
Žëltyj Jar (in lingua russa Жёлтый Яр) è un centro abitato dell'Oblast' autonoma ebraica, situato nel Birobidžanskij rajon.